# Liste von Komponisten/M
- Sitson Ma (1912–1987)
- Gerhard Maasz (1906–1984)
- Philippe Mabboux (* 1957)
- Denis Macé (um 1590 – um 1648)
- Konstantin Mach (1915–1996)
- Augusto Machado (1845–1924)
- Manuel Machado (um 1590 – 1646)
- Guillaume de Machaut (um 1300 – 1377)
- Elizabeth Maconchy (1907–1994)
- Edward MacDowell (1860–1908)
- James MacMillan (* 1959)
- Giovanni de Macque (um 1550 – 1614)
- Szymon Bar Jona Madelka (um 1530 – um 1598)
- Bruno Maderna (1920–1973)
- Leevi Madetoja (1887–1947)
- Henry Madin (1698–1748)
- Nonnosus Madlseder OSB (1730–1798)
- Luigi Madonis (1690–1767)
- Jan Maegaard (1926–2012)
- Pieter Maessins (um 1505 – 1563)
- Alexis Magito (1711–1773)
- Ester Mägi (1922–2021)
- Frederik Magle (* 1977)
- Albéric Magnard (1865–1914)
- Antoine Mahaut (1719–1775)
- Ernst Mahle (1929–2025)
- Gustav Mahler (1860–1911)
- Alma Mahler-Werfel (1879–1964)
- Claus-Steffen Mahnkopf (* 1962)
- Stephan Mahu (um 1490 – nach 1541)
- José María Velasco Maidana (1900–1989)
- Florian Magnus Maier (* 1973)
- Louis Aimé Maillart (1817–1871)
- Alphonse Jean Ernest Mailly (1833–1918)
- Enrico Mainardi (1897–1976)
- Giorgio Mainerio (ca. 1530/40 – 1582)
- Jörg Mainka (* 1962)
- Philipp Maintz (* 1977)
- Boris Maisel (1907–1986)
- Heorhij Majboroda (1913–1992)
- Platon Majboroda (1918–1989)
- Gian Francesco de Majo (1732–1770)
- Giuseppe de Majo (1697–1771)
- Nina Makarowa (1908–1976)
- Joaquim Malats (1872–1912)
- Artur Malawski (1904–1957)
- Ivo Malec (1925–2019)
- Wilhelm Maler (1902–1976)
- Fred Malige (1895–1985)
- Gian Francesco Malipiero (1882–1973)
- Cristofano Malvezzi (um 1545 – 1599)
- Ignaz Malzat (1757–1804)
- Johann Michael Malzat (1749–1787)
- Josef Malzat (1723–1760)
- Ignaz Malzat (1757–1804)
- Nodar Mamissaschwili (1930–2022)
- Ursula Mamlok (1923–2016)
- Gabriele Manca (* 1957)
- Luigi Mancia (um 1650 – nach 1608)
- Pierre de Manchicourt (um 1510 – 1564)
- Luigi Mancinelli (1848–1921)
- Francesco Mancini (1672–1737)
- Josip Mandić (1883–1959)
- Eusebius Mandyczewski (1857–1929)
- Francesco Manelli (1595–1665)
- Juan Manén (1883–1971)
- Giovanni Piero Manenti (?–1597)
- Filippo Manfredi (1731–1777)
- Francesco Manfredini (1684–1762)
- Vincenzo Manfredini (1737–1799)
- Girolamo Mango (1740–1809)
- Dietrich Manicke (1923–2013)
- Antonio Jiménez Manjón (1866–1919)
- Henning Mankell (1868–1930)
- Edgar Mann (* 1961)
- Gennaro Manna (1715–1779)
- Daan Manneke (* 1939)
- Jeff Manookian (* 1953)
- Philippe Manoury (* 1952)
- Tigran Mansurjan (* 1939)
- Bruno Mantovani (* 1974)
- Nikolaos Mantzaros (1795–1872)
- Virtú Maragno (1928–2004)
- Marin Marais (1656–1728)
- Roland Marais (um 1685 – um 1750)
- Marco Marazoli (um 1602 – 1662)
- Myriam Marbe (1931–1997)
- Thomas Marc (im 18. Jahrhundert)
- Alessandro Marcello (1673–1747)
- Benedetto Marcello (1686–1739)
- Joan March (1582–1658)
- André Marchal (1894–1980)
- Louis Marchand (1669–1732)
- Tomás Marco (* 1942)
- Juan Marcolini (um 1730 bis um 1770)
- Maximilian Marcoll (* 1981)
- Giovanni Francesco Marcorelli (ca. 1615 – ca. 1675)
- Czesław Marek (1891–1985)
- Giovanni Battista Marella (um 1740 – um 1778)
- Luca Marenzio (1553–1599)
- Samuel Mareschall (1554–1640)
- Yan Maresz (* 1960)
- Ljubica Marić (1909–2003)
- Jean-Etienne Marie (1917–1989)
- Biagio Marini (um 1595 – 1665)
- Igor Markevitch (1912–1983)
- Franklyn Marks (1911–1976)
- Antoine François Marmontel (1816–1898)
- Miklós Maros (1943)
- Rudolf Maros (1917–1982)
- Heinrich Marschner (1795–1861)
- Wolfgang Marschner (1926–2020)
- John Marsh (1752–1828)
- Armand Marsick (1877–1959)
- Henri Marteau (1874–1934)
- Edgardo Martín (1915–2004)
- Frank Martin (1890–1974)
- François Martin (vor 1658 – nach 1680)
- François Martin (1727–1757)
- Hans Martin (1916–2007)
- Antonio Martinelli (um 1702 – 1782)
- Giovanni Battista Martini (1706–1784)
- Johannes Martini (um 1440 – 1497)
- Jacob-Joseph-Balthasar Martinn (1775–1836)
- Donald Martino (1931–2005)
- Bohuslav Martinů (1890–1959)
- Antonio Martin y Coll (1660?–≈1734)
- Toni Martl (1916–1999)
- Tauno Marttinen (1912–2008)
- Giuseppe Martucci (1856–1909)
- Adolphe Marty (1865–1942)
- Adolf Bernhard Marx (1795–1866)
- Hans-Joachim Marx (1923–2010)
- Karl Marx (1897–1985)
- Pasqualino de Marzis (um 1700 – 1747)
- Guido Masanetz (1914–2015)
- Pietro Mascagni (1863–1945)
- Florentio Maschera (um 1540 – um 1584)
- Francesco Masciangelo (1823–1906)
- Michele Mascitti (1663/64–1760)
- Gašpar Mašek (1794–1873)
- Pavel Mašek (1761–1826)
- Vincenc Mašek (1755–1831)
- Daniel Gregory Mason (1873–1953)
- Lowell Mason (1792–1872)
- William Mason (1829–1908)
- Jean-Baptiste Masse (um 1700 – um 1757)
- Jules Massenet (1842–1912)
- Domenico Massenzio (1586–1657)
- Antonio Mastrogiovanni (1936–2010)
- Eduardo Mata (1942–1995)
- Lovro von Matačić (1899–1985)
- Gustavo Matamoros (* 1957)
- Johannes Matelart (vor 1538 – 1607)
- Bruce Mather (* 1939)
- William Mathias (1934–1992)
- Jean-Baptiste Matho (1663–1743)
- Wenzel Matiegka (1773–1830)
- Giovanni Antonio Matielli (1733–1805)
- Aleksi Matschawariani (1913–1995)
- Shin’ichi Matsushita (1922–1990)
- Filippo Mattei (um 1675 – nach 1729)
- Nicola Matteis (um 1675)
- Heinrich August Matthäi (1781–1835)
- Johann Mattheson (1681–1764)
- Gottfred Matthison-Hansen (1832–1909)
- Siegfried Matthus (1934–2021)
- Andrea Mattioli (um 1620 – 1679)
- Roger Matton (1929–2004)
- Jacques Mauduit (1557–1627)
- Pierre Maurice (1868–1936)
- Arnold Maury (1927–2018)
- Colin Mawby (1936–2019)
- Wincenty Maxylewicz (um 1685 – 1745)
- Rupert Ignaz Mayr (1646–1712)
- Johann Simon Mayr (1763–1845)
- Alberich Mazak (1609–1661)
- Jean Mazuel, fils (1594–1633)
- Jean Mazuel, pere (1568–1616)
- Michel Mazuel (um 1610–1676)
- Pierre Mazuel (um 1605 – um 1650)
- Giovanni Battista Mazzaferrata († 1691)
- Joseph Mazzinghi (1765–1844)
- Domenico Mazzocchi (1592–1665)
- Virgilio Mazzocchi (1597–1646)

## Mc
- John McCabe (1939–2015)
- William McCauley (1917–1999)
- Harl McDonald (1899–1955)
- William McGibbon (1690–1756)
- John McGuire (* 1942)
- Diana McIntosh (1932–2022)
- Charles McLean (1700–1773)
- Colin McPhee (1900–1964)

## Me
- Tilo Medek (1940–2006)
- Johann Valentin Meder (1649–1719)
- Jāzeps Mediņš (1877–1947)
- Nikolai Medtner (1880–1951)
- Vincenzo de Meglio (1825–1883)
- Étienne-Nicolas Méhul (1763–1817)
- Jakob Meiland (1542–1577)
- Joseph Meißner (1725–1795)
- Philipp Meißner (1748–1816)
- Johann Friedrich Meister (1638–1697)
- Jean Antoine Meissonnier (1783–1857)
- Juli Meitus (1903–1997)
- Estanislao Mejía (1882–1967)
- Adolfo Mejía (1905–1973)
- Alessandro Melani (1639–1703)
- Jacopo Melani (1623–1676)
- Erkki Melartin (1875–1937)
- Jiři Melcl (1624–1693)
- Giovanni Battista Mele (1703/4 bis nach 1752)
- Nelly Mele Lara (1922–1993)
- Davis Mell (1604–1662)
- Arne Mellnäs (1933–2002)
- Emilis Melngailis (1874–1954)
- Vivien Memo (* 1944)
- Pierre Menault (1642–1694)
- Fernando Mencherini (1949–1997)
- Felix Mendelssohn Bartholdy (1809–1847)
- Arnold Mendelssohn (1855–1933)
- Gilberto Mendes (1922–2016)
- Emilio Mendoza (* 1953)
- Gaetano Meneghetti (* um 1700)
- Giovanni Meneghetti (1731–1794)
- Martin-Joseph Mengal (1784–1851)
- Karel Mengelberg (1902–1984)
- Willem Mengelberg (1871–1951)
- Gian Carlo Menotti (1911–2007)
- Johann Gottfried Mente (1698 bis um 1760)
- Saverio Mercadante (1795–1870)
- Giacomo Merchi (1730–1789)
- Joseph Bernard Merchi (1730–1793)
- Luigi Merci (um 1695 bis 1751)
- Pierre Mercure (1927–1966)
- Matthias Mercker (1565–1622)
- Max Méreaux (* 1946)
- Bernhard Mergner (* 1953)
- Friedrich Mergner (1818–1891)
- Aarre Merikanto (1893–1958)
- Oskar Merikanto (1868–1924)
- Usko Meriläinen (1930–2004)
- Gustav Adolf Merkel (1827–1885)
- Benoît Mernier (* 1964)
- Marin Mersenne (1588–1648)
- Johann Kaspar Mertz (1806–1856)
- Tarquinio Merula (um 1594–1665)
- Claudio Merulo (1533–1604)
- Manuel de Mesa (1725–1773)
- André Messager (1853–1929)
- Olivier Messiaen (1908–1992)
- Niccolò Mestrino (1748–1789)
- Adolph Methfessel (1807–1878)
- Albert Methfessel (1785–1869)
- Ernst Methfessel (1811–1886)
- Nicolas Métru (um 1600 bis um 1670)
- Juro Mětšk (1954–2022)
- Arthur Meulemans (1884–1966)
- Walter Meusel (1922–1990)
- Ernst Hermann Meyer (1905–1988)
- Krzysztof Meyer (* 1943)
- Giacomo Meyerbeer (1791–1864)
- Thomas Meyer-Fiebig (* 1949)
- Franz Joseph Leonti Meyer von Schauensee (1720–1789)
- Michel Meynaud (1950–2016)
- René Mézangeau (um 1568–1638)

## Mi
- František Adam Míča (1746–1811)
- František Antonín Míča (1696–1744)
- Robert Michaels (* 1946)
- Joseph Michel (1679–1736)
- Winfried Michel (* 1948)
- Antonio Micheli (1723–1805)
- Romano Micheli (um 1575 bis um 1659)
- Adam Michna (≈1600–1676)
- Richard Mico (um 1590–1661)
- Wilhelm Middelschulte (1863–1943)
- Peter Mieg (1906–1990)
- Ernst Mielck (1877–1899)
- Costin Miereanu (* 1943)
- Pietro Migali (1635–1715)
- Georges Migot (1891–1976)
- Ödön Mihalovich (1842–1929)
- Giorgi Mikadze (* 1989)
- András Mihály (1917–1993)
- Luis de Milán (* um 1500; † um 1561)
- Francesco Canova da Milano (1497–1543)
- Teresa Milanollo (1827–1904)
- Carlo Milanuzzi (≈1590–≈1647)
- Darius Milhaud (1892–1974)
- Juri Miljutin (1903–1968)
- John Milton (1562–1647)
- Hans Mollenhauer Millies (1883–1957)
- Anton Milling (im 18. Jahrhundert)
- Karl Millöcker (1842–1899)
- Antoni Milwid (um 1755 – 1837)
- Christian Minkowitsch (1962–2018)
- Léon Minkus (1826–1917)
- Guillaume Minoret (1650–1720)
- Ronaldo Miranda (* 1948)
- Pietro Miroglio (im 18. Jahrhundert)
- Sarrina Mirschakar (* 1947)
- Edward Mirsojan (1921–2012)
- Xəyyam Mirzəzadə (1935–2018)
- Adolf Mišek (1875–1955)
- Vytautas Miškinis (* 1954)
- Shukichi Mitsukuri (1895–1971)

## Mj
- Nikolai Mjaskowski (1881–1950)

## Mn
- Alexander Mnazakanjan (1936–2013)

## Mo
- Ernest John Moeran (1894–1950)
- Richard Mohaupt (1904–1957)
- Peter Mohrhardt († 1685)
- Leonardo Moja (1811–1888)
- Vasilije Mokranjac (1923–1984)
- Boris Mokroussow (1909–1968)
- Moisés Moleiro (1904–1979)
- Simone Molinaro (um 1570 – 1636)
- Francesco Molino (1768–1847)
- Wilhelm Bernhard Molique (1802–1869)
- Gregor Molitor (1867–1926)
- Simon Molitor (1766–1848)
- Valentin Molitor (1637–1713)
- Johann Christoph Möller (1755–1803)
- Theodore Frederic Molt (1795–1856)
- Johann Melchior Molter (1696–1765)
- Federico Mompou (1893–1987)
- José Pablo Moncayo (1912–1958)
- Alfredo del Mónaco (1938–2015)
- Alonso de Mondejar (15. Jahrhundert)
- Jean Cassanea de Mondonville (1711–1772)
- Richard Mondt (1873–1959)
- Giuseppe Moneta (1754–1806)
- Natale Monferrato (um 1603 – 1685)
- Erik Mongrain (* 1980)
- Stanisław Moniuszko (1819–1872)
- Domenico Monleone (1875–1942)
- Matthias Georg Monn (1717–1750)
- Bartolomeo Montalbano (um 1595 – 1651)
- Antonio Montanari (1676–1737)
- Philippe de Monte (1521–1603)
- Michel Pignolet de Montéclair (1667–1737)
- Alfonso Montes (* 1955)
- Claudio Monteverdi (1567–1643)
- Jessie Montgomery (* 1981)
- Niccola Monti (1767–1838)
- Vittorio Monti (1868–1922)
- Carlo Ignazio Monza (1680 oder 1696 – 1739)
- Giacomo Monzino (1772–1854)
- Emánuel Moór (1863–1931)
- Pablo del Moral (18. Jahrhundert)
- Cristóbal de Morales (um 1500 – 1553)
- Melisio Morales (1838–1908)
- Johann Baptist Moralt (1777–1825)
- Giovanni Morandi (1777–1856)
- Pietro Morandi (1745–1815)
- Jean-Baptiste Moreau (1656–1733)
- Brian More (* 1981)
- António Leal Moreira (1758–1819)
- François Morel (1926–2018)
- Jacques Morel (1641–1715)
- Jorge Morel (1931–2021)
- Segundo Luis Moreno (1882–1972)
- Federico Moreno Torroba (1891–1982)
- Enric Morera (1865–1942)
- Federico Moretti (1769–1839)
- Luigi Moretti (1774 – um 1850)
- Vanni Moretto (* 1967)
- Angelo Morigi (1725–1801)
- Jean-Baptiste Morin (1677–1745)
- Léo-Pol Morin (Pseudonym: James Callihou, 1892–1941)
- Guido Morini (* 1959)
- Albertine Morin-Labrecque (auch: Labrecque-Morin, geb. Labrecque, 1886–1957)
- Thomas Morley (um 1557 – 1602)
- Saburo Moroi (1903–1977)
- Igor Morosow (1913–1970)
- Jerome Moross (1913–1983)
- Ennio Morricone (1928–2020)
- Reginald Owen Morris (1886–1948)
- Richard Mors (1874–1946)
- Rudolf Mors (1920–1988)
- Virgilio Mortari (1902–1993)
- Antonio Mortaro (um 1570 bis um 1619)
- Robert Morton (um 1430 – 1476)
- Ignaz Moscheles (1794–1870)
- Michael Moser (* 1959)
- Mihály Mosonyi (1815–1870)
- Piotr Moss (* 1949)
- Giovanni Mossi (1680–1742)
- Giovanni Battista Mosto (1550–1596)
- Moritz Moszkowski (1854–1925)
- Johannes Motschmann (* 1978)
- Artemio Motta (fl. um 1700)
- Pierre Moulaert (1907–1967)
- Raymond Moulaert (1875–1962)
- Étienne Moulinié (1599–1676)
- Jules Mouquet (1867–1946)
- Colette Mourey (* 1954)
- Christophe Moyreau (1700–1774)
- Alexander Moyzes (1906–1984)
- Franz Xaver Wolfgang Mozart (1791–1844)
- Leopold Mozart (1719–1787)
- Wolfgang Amadeus Mozart (1756–1791)
- Luigi Mozzani (1869–1943)

## Ms
- Schalwa Mschwelidse (1904–1984)

## Mu
- Alonso Mudarra (um 1508–1580)
- Richard Mudge (1718–1763)
- Weli Muhadow (1916–2005)
- Horst Mühlbradt (1930–2011)
- Georg Muffat (1653–1704)
- Philemon Mukarno (* 1968)
- Henri Mulet (1878–1967)
- Alfred Thomas Müller (* 1939)
- August Eberhard Müller (1767–1817)
- Fabian Müller (* 1964)
- Horst Müller (1921–1973)
- Johann Michael Müller (1683–1743)
- Josef Ivar Müller (1892–1969)
- Siegfried Müller (1926–2016)
- Thomas Müller (* 1939)
- Wilhelm Müller-Ilmenau (1911–1961)
- Detlev Müller-Siemens (* 1957)
- John Mundy (vor 1555–1630)
- William Mundy (um 1529–1591)
- Karl Munzinger (1842–1911)
- Wano Iljitsch Muradeli (1908–1970)
- Santiago de Murcia (1673–1739)
- Iacob Muresianu (1857–1917)
- Askold Murow (1928–1996)
- Franz Xaver Murschhauser (1663–1738)
- Georgi Muschel (1909–1989)
- Ovide Musin (1854–1929)
- Giulio Mussi († 1620)
- Modest Mussorgski (1839–1881)
- Johann Gottfried Müthel (1728–1788)

## My
- Zygmunt Mycielski (1907–1987)
- Stanley Myers (1933–1993)
- Josef Mysliveček (1737–1781)